# Comfort (Teksas)
Comfort – jednostka osadnicza w Stanach Zjednoczonych, w stanie Teksas, w hrabstwie Kendall.